# ديفيد جي. لوسون
ديفيد جي. لوسون (بالإنجليزية: David G. Lawson)‏ هو سياسي أمريكي، ولد في 29 أكتوبر 1946 في جونستاون في الولايات المتحدة. حزبياً، نشط في الحزب الجمهوري. وقد انتخب عضو مجلس ولاية ديلاوير.